# Leptogium aragonii
Leptogium aragonii är en lavart som beskrevs av Otálora. Leptogium aragonii ingår i släktet Leptogium, och familjen Collemataceae. Enligt den finländska rödlistan är arten otillräckligt studerad i Finland. Arten är reproducerande i Sverige. Artens livsmiljö är kalkstensklippor och kalkbrott, inklusive bar kalkjord.